# Acide désoxycholique
L'acide désoxycholique est un acide biliaire secondaire, sous-produit du métabolisme des bactéries du microbiote intestinal humain. Les deux acides biliaires primaires sécrétés par le foie sont l'acide cholique et l'acide chénodésoxycholique. Les bactéries métabolisent ce dernier en acide lithocholique (en) et l'acide cholique en acide désoxycholique. Il existe d'autres acides biliaires secondaires, tels que l'acide ursodésoxycholique.
L'acide désoxycholique est soluble dans l'éthanol et l'acide acétique. Lorsqu'il est purifié, il se présente sous la forme d'une poudre blanche ou blanchâtre cristallisée.
Dans l'organisme, il participe, comme les autres acides biliaires, à l'émulsification des graisses afin de faciliter leur absorption par les intestins. Il peut être utilisé comme cholagogue et pour dissoudre les calculs biliaires. Il est utilisé en laboratoire comme détergent doux pour isoler les protéines membranaires. Son sel de sodium, le désoxycholate de sodium, est utilisé comme détergent pour lyser les cellules et solubiliser leurs constituants membranaires. Il est aussi utilisé comme agent sélectif dans les milieux de culture : les bactéries Gram négatives et les Enterococcus cultivent en sa présence contrairement aux autres, et en particulier les Gram + (sauf Enterococcus). Ces milieux sont par exemple la gélose de Drigalski, la gélose Hektoen…